# Головичполье
Головичполье (бел. Галавічпо́ле) — агрогородок в Щучинском районе Гродненской области Беларуси. В составе Василишковского сельсовета.

## География
Пролегают дороги Н-6260, Н-6966.
Ближайшие населённые пункты Банюки, Глебовцы, Голосовичи и др.

## История
В границах Головичполья располагалось имение (фольварк) Лебёдка Василишковской волости. 
С 1973 года до 2013 года Головичполье было центром Головичпольского сельсовета.
В 2010 году деревня Головичполье преобразована в агрогородок.

## Население

### Численность
- 2019 год — 440 человек

### Динамика
- 1999 год — 527 человек (перепись населения)
- 2009 год — 463 человек (перепись населения)
- 2019 год — 440 человек (перепись населения)

## Культура
- Дом культуры
- Историко-краеведческий музей «Вытокі»

## Достопримечательность
- Усадебно-парковый комплекс Ивановских, Лебёдка Ивановская (1909)[5][6][7] — памятник усадебно-парковой архитектуры модерна с элементами неоготики (1909). Основатель — Леонард Ивановский. Архитектор — Тадеуш Ростворовский.  Историко-культурная ценность Республики Беларусь, шифр 412Г000621.
- Усадебно-парковый комплекс Ежи Ивановского (1935)[8] — памятник деревянного зодчества. Основатель — Ежи Ивановский. Архитектор — Леон Дубейковский.
- Часовня.

## Галерея

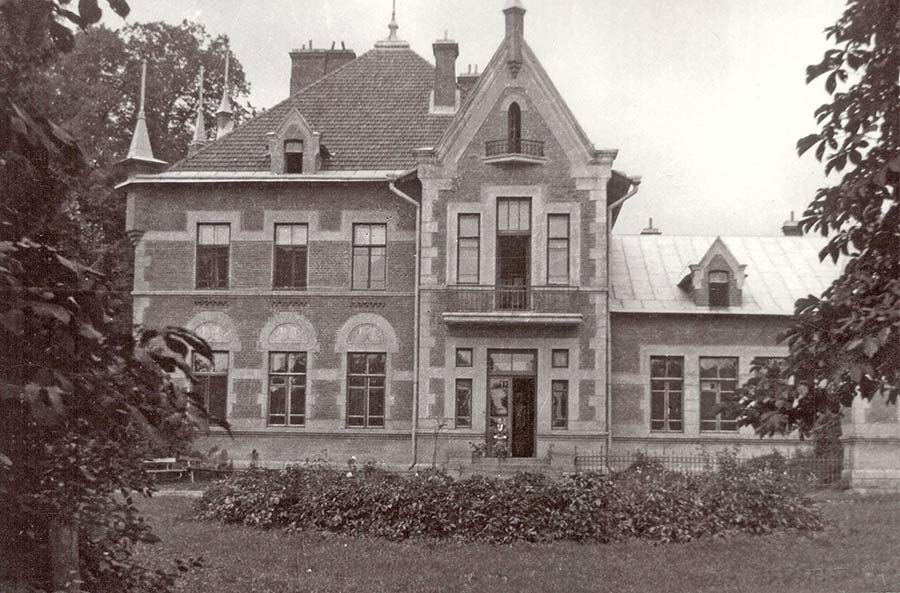
Усадьба Ивановских, 1933 год
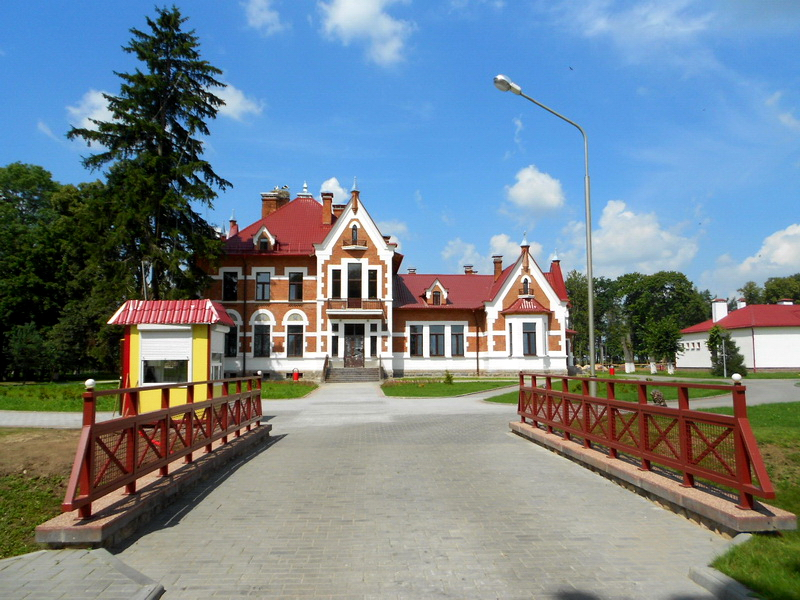
Усадьба Ивановских
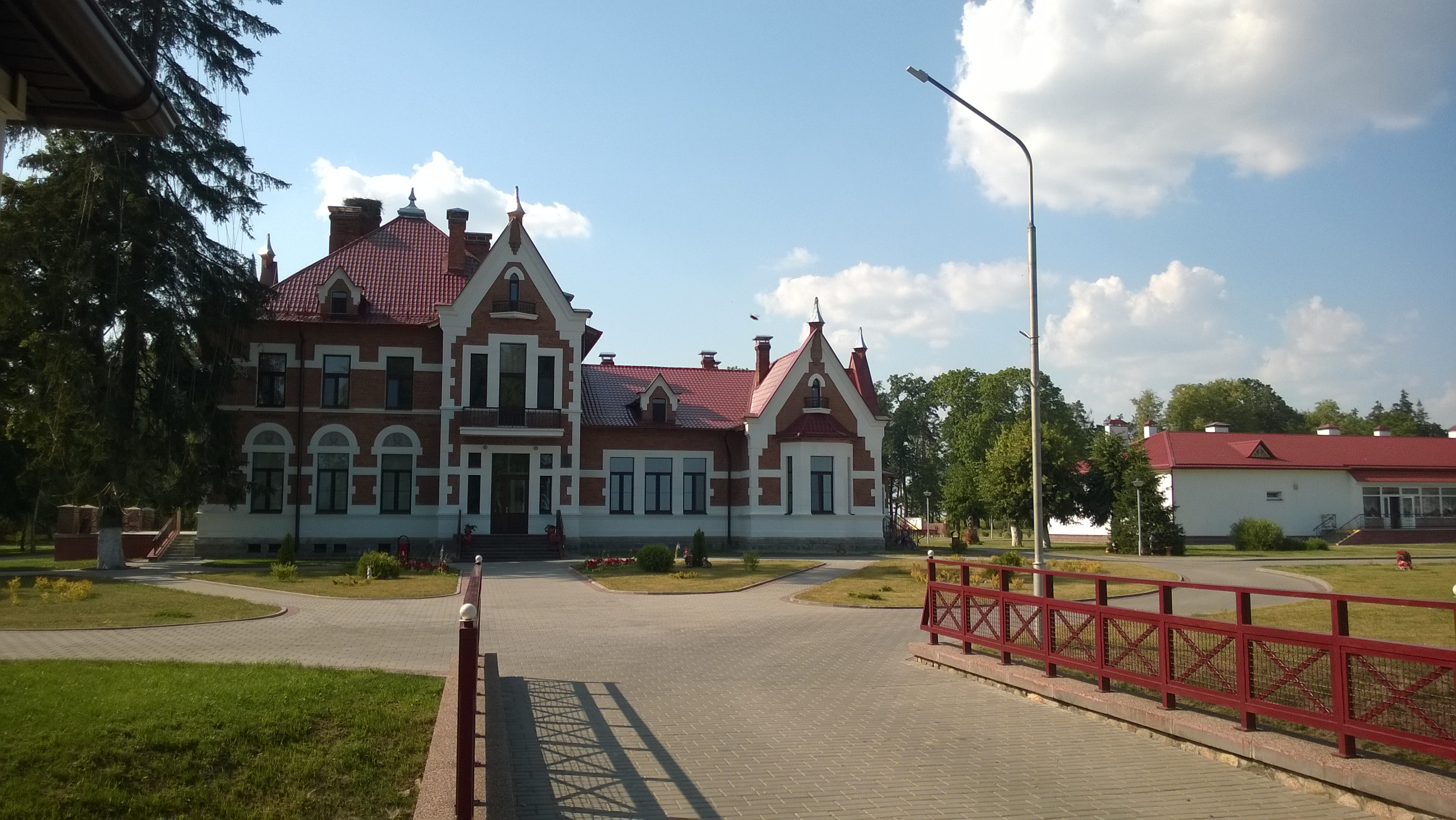
Усадьба Ивановских
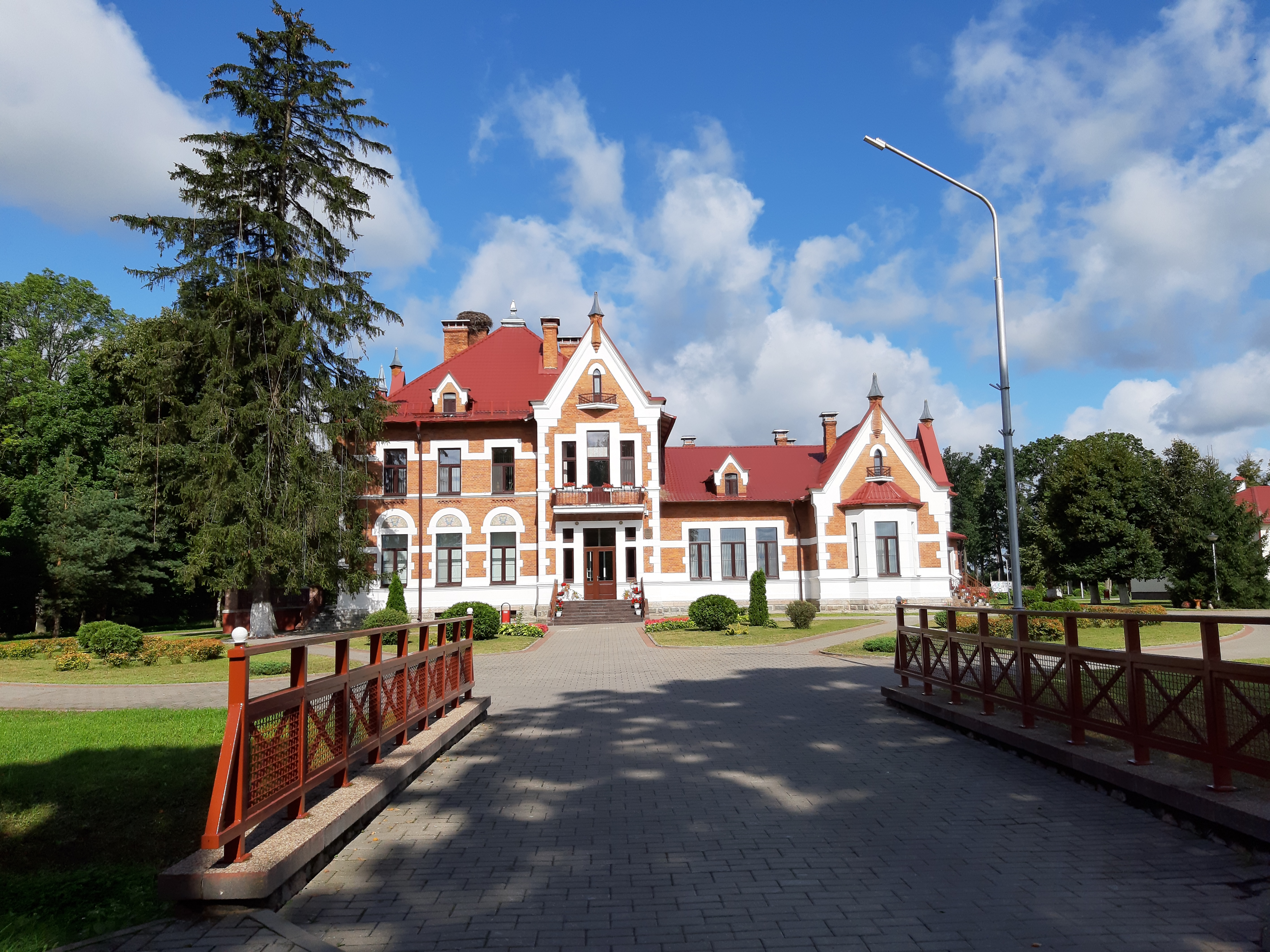
Усадьба Ивановских
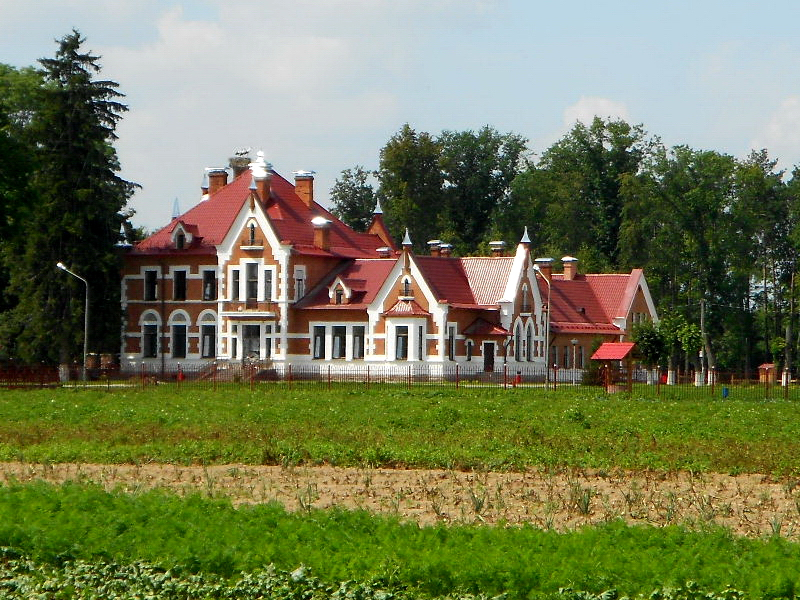
Усадьба Ивановских
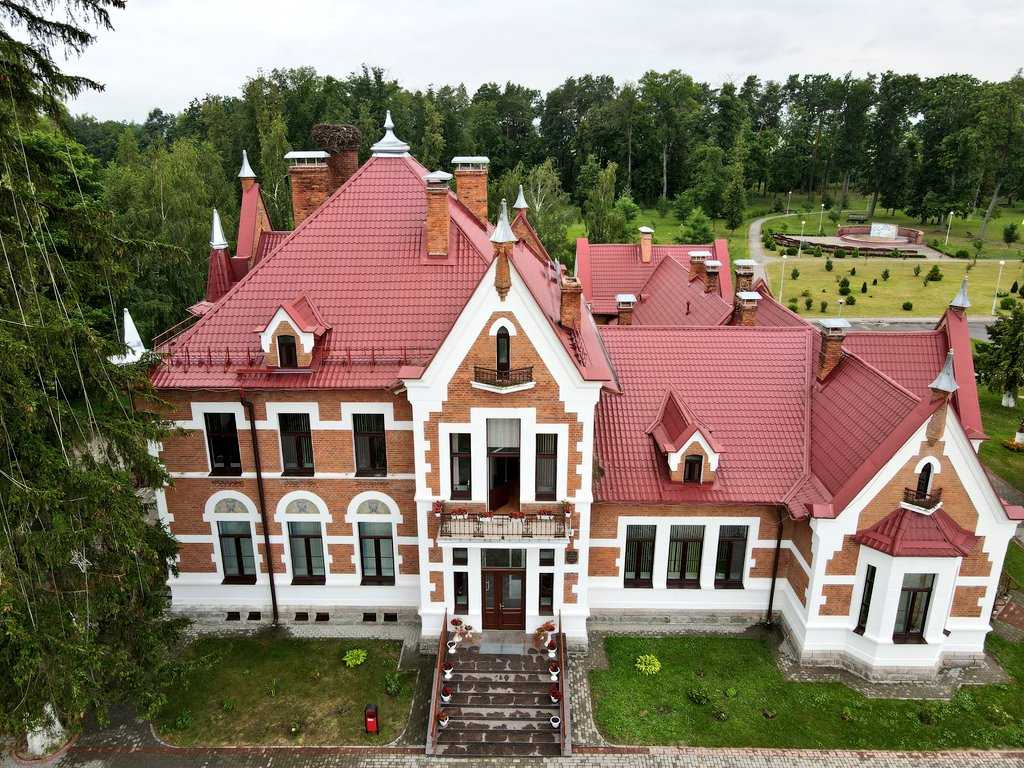
Усадьба Ивановских
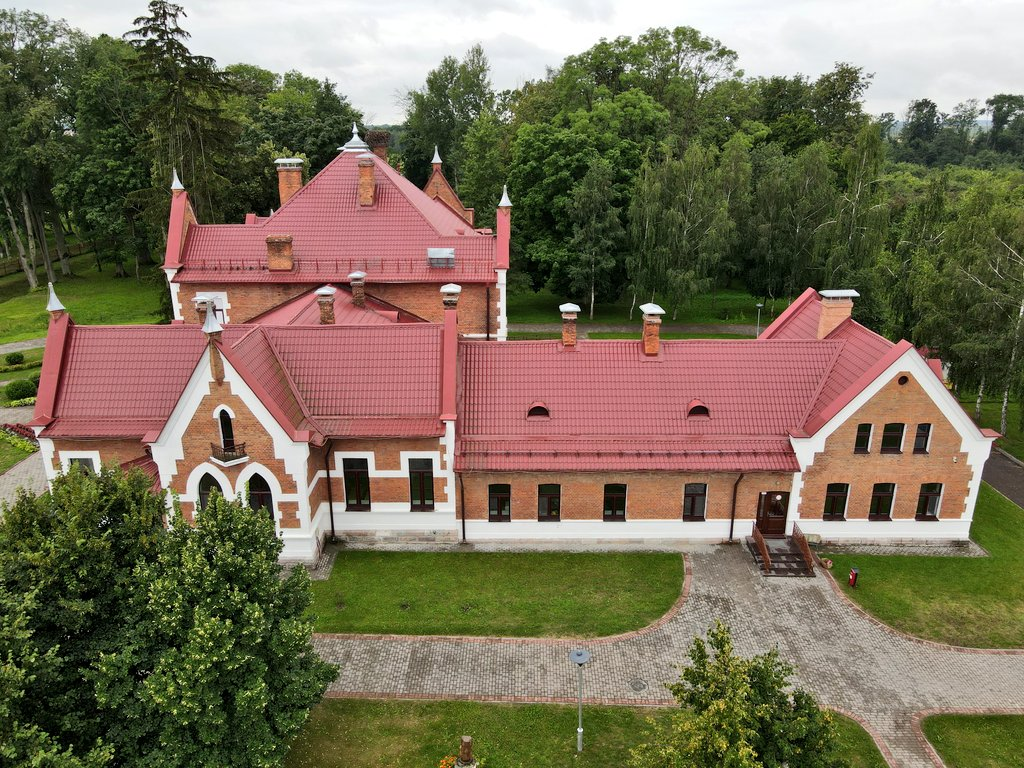
Усадьба Ивановских
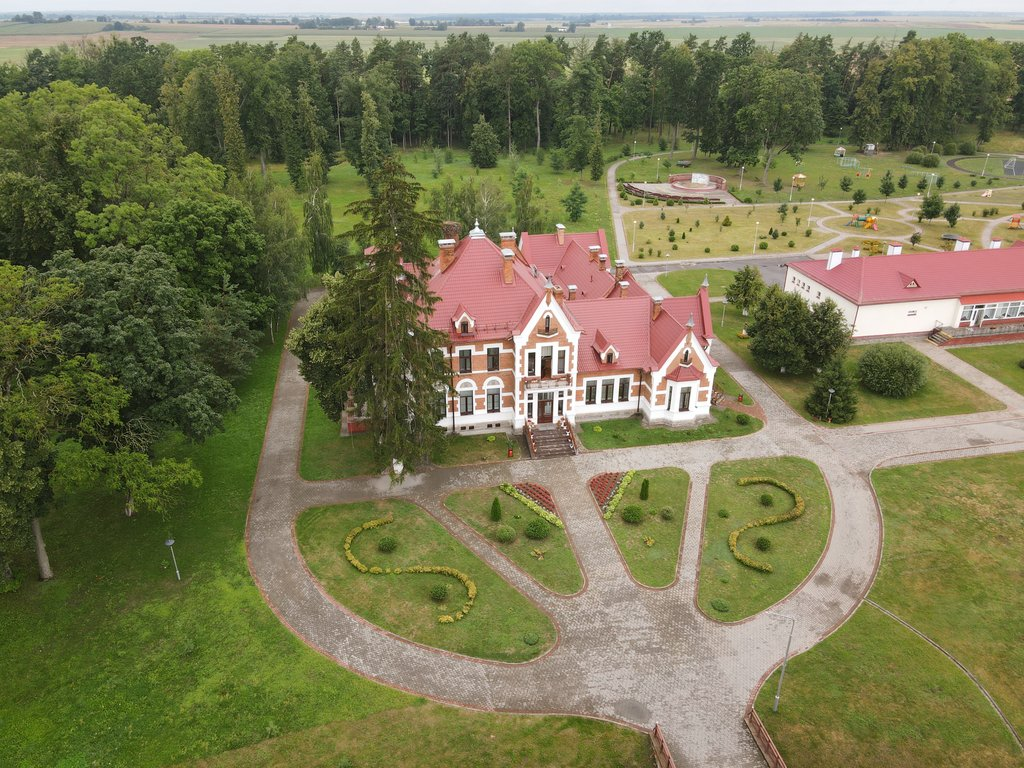
Усадьба Ивановских
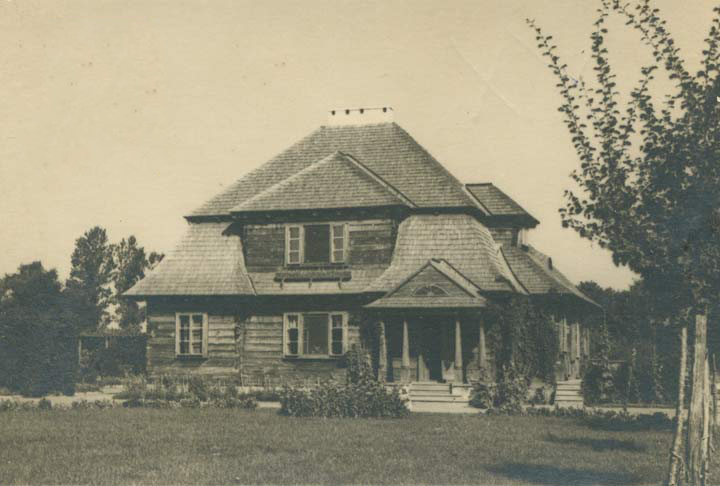
Усадебный дом Ежи Ивановского, 1935 год
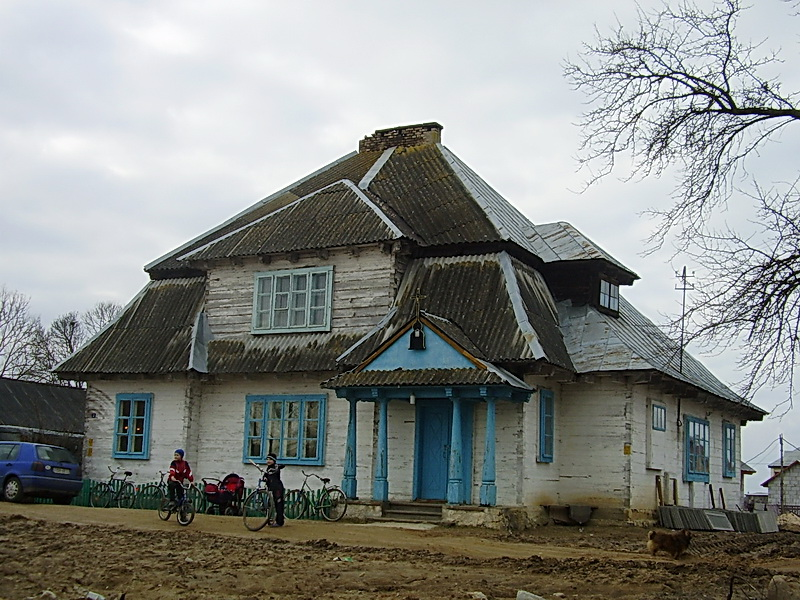
Усадебный дом Ежи Ивановского

## Известные лица
- Леонард Ивановский
- Ежи Ивановский
- Вацлав Ивановский
- Тадеуш Ивановский
- Николай Кулешов